# Aurora Quattrocchi
Pour les articles homonymes, voir Quattrocchi.
Aurora Quattrocchi, née le 18 mars 1943 à Mattuglie dans le royaume d'Italie (aujourd'hui Matulji en Croatie), est une actrice de cinéma et de télévision italienne.

## Biographie
Elle est née en Istrie, où son père était officier pendant la Seconde Guerre mondiale. Elle vit à Palerme, où elle a fait ses débuts au théâtre en 1974 dans Attore con la O chiusa de et avec Franco Scaldati. En cinquante ans d'activité théâtrale, elle a également travaillé avec Luigi Maria Burruano, Giacomo Civiletti (it), Claudio Collovà, Massimo Verdastro (it), John Turturro, Moni Ovadia, Roberto Andò et bien d'autres. Sa carrière artistique l'a conduite sur des scènes nationales prestigieuses telles que le Teatro Carignano de Turin, le Piccolo Teatro et le Teatro dell'Elfo (it) de Milan, le Teatro Argentina de Rome et les théâtres San Ferdinando et Mercadante de Naples.
Très active sur le petit et le grand écran, elle fait ses débuts au cinéma en 1989 dans le film Mery pour toujours de Marco Risi. Elle a ensuite participé à plusieurs autres films, dont Malèna de Giuseppe Tornatore, Les Cent Pas de Marco Tullio Giordana, Golden Door d'Emanuele Crialese (qui lui a valu le prix de la meilleure interprétation féminine au Festival du Cinéma Européen en Essonne), Mon père va me tuer de Daniele Ciprì, Les Âmes noires de Francesco Munzi, La stranezza de Roberto Andò et Nostalgia de Mario Martone ; ce dernier film a été nommé pour le Ruban d'argent et le David di Donatello de la meilleure actrice dans un second rôle.
Les téléspectateurs italiens se souviennent surtout d'elle pour le téléfilm La vita rubata (it) et les séries La mafia tue seulement en été et Fratelli Caputo (it). Plus récemment, elle a également participé à des productions américaines telles que Trust ou The White Lotus.
En décembre 2022, une statuette à son effigie a été incluse dans le « Presepe favoloso » (une œuvre monumentale permanente située à l'intérieur de la Basilique Santa Maria della Sanità à Naples) aux côtés d'autres statuettes dédiées à d'illustres représentants du théâtre et de la culture italiens.

## Filmographie

### Cinéma
- 1989 : Mery pour toujours (Mery per sempre) de Marco Risi
- 1990 : Les Garçons de la rue (Ragazzi fuori) de Marco Risi
- 1993 : La ribelle d'Aurelio Grimaldi
- 1995 : Marchand de rêves (L'uomo delle stelle) de Giuseppe Tornatore
- 2000 : Les Cent Pas (I cento passi) de Marco Tullio Giordana
- 2000 : Malèna de Giuseppe Tornatore
- 2002 : Le Conseil d'Égypte (it) (Il consiglio d'Egitto) d'Emidio Greco
- 2002 : Un día de suerte de Sandra Gugliotta
- 2002 : Nati stanchi (it) de Dominick Tambasco
- 2007 : Golden Door (Nuovomondo) d'Emanuele Crialese
- 2008 : Une histoire italienne (Sangue pazzo) de Marco Tullio Giordana
- 2008 : La fidanzata di papà (it) d'Enrico Oldoini
- 2008 : Rendez-vous à Palerme (Palermo Shooting) de Wim Wenders
- 2009 : Viola di mare de Donatella Maiorca
- 2007 : L'imbroglio nel lenzuolo d'Alfonso Arau
- 2010 : A sud di New York (it) de Elena Bonelli (it)
- 2012 : Mon père va me tuer (È stato il figlio) de Daniele Ciprì
- 2013 : Amiche da morire de Giorgia Farina
- 2012 : La moglie del sarto (it) de Massimo Scaglione (it)
- 2014 : Les Âmes noires (Anime nere) de Francesco Munzi
- 2015 : Fuori dal coro (it) de Sergio Misuraca
- 2015 : I calcianti (it) de Stefano Lorenzi (it)
- 2016 : Sept Jours (Sette giorni) de Rolando Colla
- 2016 : Bienvenue en Sicile (In guerra per amore) de Pierfrancesco Diliberto
- 2017 : Tutto quello che vuoi de Francesco Bruni
- 2019 : Cetto c'è, senzadubbiamente (it) de Giulio Manfredonia
- 2019 : Cruel Peter (it) de Christian Bisceglia (it) et Ascanio Malgarini
- 2022 : Nostalgia de Mario Martone
- 2022 : L'immensità d'Emanuele Crialese
- 2022 : La stranezza de Roberto Andò
- 2022 : Spaccaossa de Vincenzo Pirrotta

### Télévision
- 2016 : La mafia tue seulement en été (La mafia uccide solo d'estate) — série télévisée, 5 épisodes